# Sarah Flack

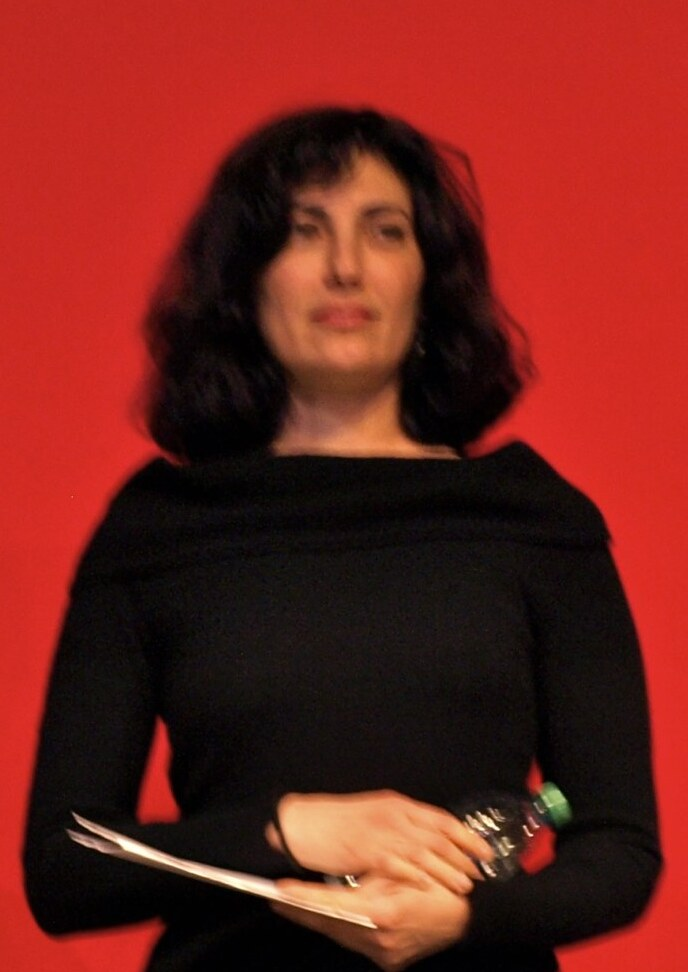
Sarah Flack (2015)

Sarah Flack ist eine US-amerikanische Filmeditorin. Sie arbeitete oft mit dem Independent-Regisseur Steven Soderbergh (Schizopolis, The Limey, Voll Frontal) sowie mit der Independent-Regisseurin Sofia Coppola (Lost in Translation, Marie Antoinette und Somewhere) zusammen. Für Lost in Translation gewann sie den BAFTA Award für den besten Schnitt.
Flack begann als Produktionsassistentin beim Film Kafka (1991), wo sie den Regisseur Steven Soderbergh kennenlernte. Nach Assistenztätigkeiten bei anderen Independentfilmen wurde Flack von Soderbergh angeheuert. Sie arbeitete als Co-Editorin bei Schizopolis (1996). Flack lässt sich von der Skouras Agency vertreten.

## Filmografie (Auswahl)
- 1996: Schizopolis (ungenannt)
- 1999: The Limey
- 2000: Blair Witch 2 (Book of Shadows: Blair Witch 2)
- 2002: Voll Frontal (Full Frontal)
- 2002: Swimfan
- 2002: The Guys
- 2003: Lost in Translation
- 2004: November
- 2004: Looking for Kitty
- 2005: Baxter – Der Superaufreißer (The Baxter)
- 2005: Block Party
- 2006: Marie Antoinette
- 2007: Dan – Mitten im Leben! (Dan in Real Life)
- 2009: Away We Go – Auf nach Irgendwo (Away We Go)
- 2010: Somewhere
- 2011: Cinema Verite
- 2013: The Bling Ring
- 2014: Days and Nights
- 2014: Liebe to Go – Die längste Woche meines Lebens (The Longest Week)
- 2014: St. Vincent
- 2015: A Very Murray Christmas
- 2017: Freak Show
- 2017: Die Verführten (The Beguiled)
- 2020: On the Rocks
- 2020: Lost Girls and Love Hotels
- 2023: Priscilla

## Auszeichnungen und Nominierungen
Auszeichnungen:
- Lost in Translation (2003) – British Academy Film Award – „Bester Schnitt“

Nominierungen:
- The Limey (2000) – Online Film Critics Society Award – „Bester Schnitt“[3]
- Lost in Translation (2003) – American Cinema Editors Eddie Awards – „Bester Schnitt - Comedy or Musical“
- Cinema Verite (2011) – Primetime Emmy Awards – Outstanding Single-Camera Picture Editing for a Miniseries or a Movie[4]